# Aufstand von Wang Xiaobo und Li Shun
Der Aufstand von Wang Xiaobo und Li Shun (chinesisch 王小波李順之亂, Pinyin Wang Xiaobo Li Shun zhi luan oder 王小波、李顺起义,  Wang Xiaobo, Li Shun qiyi) in Sichuan zu Anfang der Nördlichen Song-Dynastie war ein Bauernaufstand, der im Jahr 993 in Sichuan unter der Führung von Wang Xiaobo und Li Shun ausbrach. Der Aufstand fand zunächst großen Zulauf. Die neu begründete Herrschaft nannte sich Große Shu (Da Shu). Im Jahr 995 brach der Aufstand zusammen.
In der zu Chengdu gehörenden Stadt Dujiangyan befindet sich das Wang Xiaobo & Li Shun Museum (Wang Xiaobo Li Shun chenlieguan 王小波李顺陈列馆; engl. Wang Xiaobo and Li Shun Exhibition Hall).